# Gregory Frost
Pour les articles homonymes, voir Frost.
Œuvres principales
- Série Shadowbridge

Gregory Frost, né le 13 mai 1951 à Des Moines en Iowa, est un auteur américain de science-fiction et fantasy, vivant en Pennsylvanie.

## Œuvres

### SérieShadowbridge
1. (en) Shadowbridge, 2008
2. (en) Lord Tophet, 2008

### SérieTain
1. (en) Tain, 1986
2. (en) Remscela, 1988

- (en) Crimson Spear: The Blood of Cu Chulainn, 1998Reprend Tain et Remscela en un seul volume

### SérieRhymer Trilogy
1. (en) Rhymer, 2023
2. (en) Hoode, 2024
3. (en) Hel, 2025

### Romans indépendants
- (en) Lyrec, 1984
- (en) The Pure Cold Light, 1993
- (en) Fitcher's Brides, 2002

### Recueils de nouvelles
- (en) Attack of the Jazz Giants and Other Stories, 2005
- (en) Beyond Here Be Monsters, 2024

### Nouvelles
- In the Sunken Museum in The Twilight Zone Magazine (en), mai 1981
- A Day in the Life of Justin Argento Morrel in The Magazine of Fantasy & Science Fiction, juillet 1983
- Rubbish in The Magazine of Fantasy & Science Fiction, février 1984
- The Yazata in Whispers, Volume 6, Numéro 21-22, décembre 1984
- Crowley and the Leprechaun in Faery!, publié par Terri Windling, janvier 1985
- In Media Vita in Isaac Asimov's Science Fiction Magazine, janvier 1985
- Sardofa’s Horseshoes in Magic In Ithkar 2, publié Andre Norton et Robert Adams (en), décembre 1985
- Reduction avec John Kessel in Isaac Asimov's Science Fiction Magazine, janvier 1986
- Show of Faith in Liavek: The Players of Luck, Will Shetterly et Emma Bull, juin 1986
- The Hound of Mac Datho, extraits de Tain in Isaac Asimov's Science Fiction Magazine, novembre 1986
- The Vow that Binds in Invitation to Camelot, Parke Godwin, mars 1988
- From Hell Again in Ripper!, Gardner Dozois et Susan Casper, septembre 1988
- Un acte d'amour (An Act of Love), coécrit avec Steven Brust et Megan Lindholm, in Liavek IV: Spells of Binding, novembre 1988, puis traduit dans Liavek, publié chez ActuSF en 2014
- A Part of Us in Tropical Chills, novembre 1988.
- Lizaveta in Isaac Asimov's Science Fiction Magazine, décembre 1988
- Divertimento in Isaac Asimov's Science Fiction Magazine, décembre 1989
- The Incompleat Ripper coécrit avec Jack Dann in Starshore, vol. 1 no. 1, été 1990
- The Activists in Unique, septembre-octobre 1990
- The Bus in Cold Shocks, août 1991
- Attack of the Jazz Giants, novembre 1991
- The Hole in Edgar’s Hillside in Isaac Asimov's Science Fiction Magazine, décembre 1991
- Some Things Are Better Left in Asimov's Science Fiction, février 1993
- La Fille de Gothel (The Root of the Matter) in Snow White, Blood Red, janvier 1993, puis traduit dans Blanche neige, rouge sang, publié chez Fleuve noir, coll. « Rendez-vous ailleurs », en 2002
- Touring Jesusworld, 1995
- That Blissful Height in Intersections, janvier 1996
- Sparks in Black Swan, White Raven, mai 1997
- How Meersh the Bedeviler Lost His Toes in Asimov's Science Fiction, septembre 1998
- Collecting Dust in White of the Moon, mai, 1999
- Tales Within in Electric Wine, juillet-septembre 2000
- The Girlfriends of Dorian Gray in Dark Terrors 5, novembre 2000
- Madonna of the Maquiladora in Asimov's Science Fiction, mai 2002, finaliste du prix Nebula de la meilleure nouvelle longue 2002 et du prix James Tiptree, Jr. 2002
- The Prowl in Mojo: Conjure Stories, avril 2003
- The Harp That Sang in My Swan Sister and other retold fairy tales, 2003
- Tengu Mountain in The Faery Reel, 3 août 2004
- Dub in Weird Trails, novembre 2004
- So Coldly Sweet, So Deadly Fair in Weird Tales magazine, avril 2006
- Ill-Met in Ilium in The Secret History of Vampries, 2007
- PUNishment (humor), 2007
- The Fortunate Dream, 2008
- Late in the Day, 2008
- The Final Act, 2009
- Swift Decline, 2009
- The Bank Job, 2010
- The Seals of New R'lyeh, 2010
- The Comeuppance of Creegus Maxin, 2010
- Lucyna's Gaze, 2010
- The Dingus, 2011
- Larvae, 2013
- No Others are Genuine, 2013
- T. Rhymer, 2014, coécrit avec Jonathan Maberry
- Bedlam, 2014
- Three Can Keep a Secret ..., 2017, coécrit avec Bill Johnson (en)
- A Hard Day's Night at the Opera, 2019
- Ellende, 2020
- Episode in Liminal State Technical Support, or Mr. Grant in the Bardo, 2022
- Boomerang, 2023, coécrit avec Bill Johnson (en)